# シャラント川

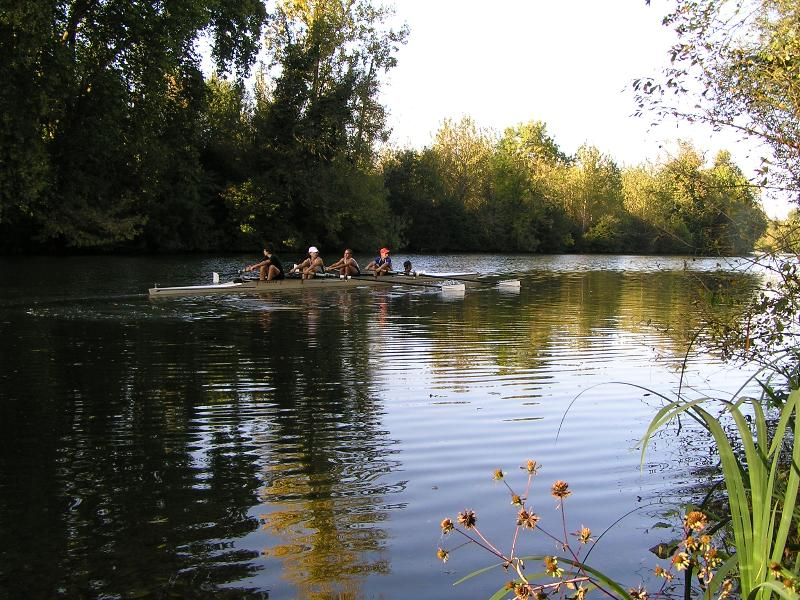
シャラント川

シャラント川（シャラントがわ、Charente）は、フランス西部を流れる川である。オート＝ヴィエンヌ県のシェロンナックに源を発し、概ね西へ流れ、ポール＝デ＝バルクで大西洋に注いでいる。
川はシャラント県とシャラント＝マリティーム県の語源となった。

## 支流
- アンテンヌ川
- ネ川
- コラン川
- スーニュ川
- ブラムリ川
- ブトンヌ川

## 流域の自治体
- シヴレー
- ジャルナック
- モンティニャック＝シャラント
- アングレーム
- コニャック
- サント
- タイユブール
- サン＝サヴァニアン
- トンネ＝シャラント
- ロシュフォール
- スービーズ
- ヴェルジュルー

## 橋梁
- ロシュフォール運搬橋（フランス語版、英語版）